# Бобочика
Бобочика (рум. Bobocica) — село в Кантемирском районе Молдавии. Наряду с сёлами Еникёй, Флоричика и Цолика входит в состав коммуны Еникёй.

## География
Село расположено на высоте 69 метров над уровнем моря.

## Население
По данным переписи населения 2004 года, в селе Бобочика проживает 344 человека (170 мужчин, 174 женщины).
Этнический состав села:
| Национальность | Число жителей | Процентный состав |
| -------------- | ------------- | ----------------- |
| молдаване      | 331           | 96.22             |
| гагаузы        | 6             | 1.74              |
| болгары        | 3             | 0.87              |
| русские        | 2             | 0.58              |
| прочие         | 2             | 0.58              |
| Всего          | 344           | 100%              |